# نگاشت‌های موضوعی
نگاشت‌های موضوعی (به انگلیسی: Topic Maps) استانداردی برای بازنمایی و تبادل دانش هستند با تاکید روی آسان‌یابی اطلاعات. 
یک نگاشت موضوعی می‌تواند اطلاعات را با استفاده از موضوع‌ها (که نمایندهٔ هر مفهومی هستند، اشخاص، مکانها، رویدادها، اشیاء و...)، وابستگی‌ها (ارتباط بین موضوعات) و رخدادها (نمایش رابطه میان موضوعات و منابع اطلاعاتی مرتبط با آنها) بازنمایی کند.